# مث راک
مث راک (انگلیسی: Math rock) (راک ریاضیاتی) سبک موسیقایی پیچیده‌ای برآمده از گونه‌های راک تجربی و ایندی راک است که در دهه ۱۹۸۰ تحت تأثیر موسیقی پراگرسیو راک گروه‌هایی همچون کینگ کریمسون و موسیقی‌دانان مینیمالیستی مانند استیو رایش پدید آمد. 
موسیقی مث راک غالباً گیتارمحور، دارای ریتم پیچیده، کنترپوان، ملودیهای نامتعارف (angular)، توقف‌وشروع‌های ناگهانی و آکوردهای طولانیِ دیسونانت است.